# La Boissière (Jura)
La Boissière é uma comuna francesa na região administrativa de Borgonha-Franco-Condado, no departamento de Jura. Estende-se por uma área de 5,36 km². Em 2010 a comuna tinha 69 habitantes (densidade: 12,9 hab./km²).